# Ząbinowice
Ząbinowice (deutsch Gersdorf) ist ein Dorf im Powiat Bytowski (Bütower Kreis) der polnischen Woiwodschaft Pommern.

## Geographische Lage
Das Dorf liegt in Hinterpommern, etwa vier Kilometer (Luftlinie) südöstlich der Kleinstadt Bütow. Benachbarte Ortschaften sind das im Nordwesten gelegene Dorf Madrezechowo (Mangwitz) und das Dorf Rabacino (Gröbenzin) im Südosten. Zwei Kilometer südwestlich des Orts liegt der Mangwitzer See. Auf der Gemarkung  des Dorfs liegt östlich des Dorfkerns der See Piaschen.

## Geschichte
Das Dorf war früher ein Rittergut. Um 1780 gab es in Gersdorf ein Vorwerk, vier Bauern, zwei Kossäten, einen Gasthof, eine Schmiede, einen lutherischen Schulmeister und insgesamt dreizehn Feuerstellen (Haushalte). Gegen Ende des 18. Jahrhunderts war ein Peter George von Puttkamer der Besitzer des Gutsbetriebs.
Am 14. September 1908 erfolgte die Eingliederung des Gutsbezirks Gersdorf in die Landgemeinde Gersdorf.
Anfang der 1930er Jahre hatte die Landgemeinde Gersdorf eine Flächengröße von 8,3 km². Innerhalb der Gemeindegrenzen war Gersdorf die einzige Wohnstätte.
Um 1935 hatte Gersdorf einen Gemischtwarenladen. Haupteinnahmequelle des Dorfs war in der Vergangenheit die Land- und Forstwirtschaft. Die landwirtschaftlichen Produkte wurden in erster Linie in der nahegelegenen Stadt Bütow vermarktet.
Bis 1945 bildete Gersdorf eine Landgemeinde im  Landkreis Bütow im Regierungsbezirk Köslin der preußischen Provinz Pommern des Deutschen Reichs. Gersdorf war Sitz des Amtsbezirk Gersdorf.
Gegen Ende des Zweiten Weltkriegs wurde die Region im Frühjahr 1945 von der Roten Armee besetzt. Anschließend wurde Gersdorf zusammen mit ganz Hinterpommern von der Sowjetunion der Volksrepublik Polen zur Verwaltung überlassen. Für Gersdorf wurde die polonisierte Ortsbezeichnung ‚Ząbinowice‘ eingeführt. Kurz darauf begann die Zuwanderung von Polen, von denen die einheimischen Dorfbewohner aus ihren Häusern und Gehöften verdrängt wurden. Die einheimischen Dorfbewohner wurden bis etwa 1947 von der polnischen Administration aus Gersdorf vertrieben.

## Entwicklung der Einwohnerzahl
- 1818: ca. 65[7]
- 1852: 258[8]
- 1933: 348[9]
- 1939: 301[9]

## Kirche

### Kirchspiel bis 1945
Die vor 1945 hier ansässigen Dorfbewohner gehörten mit wenigen Ausnahmen der evangelischen Konfession an. Das evangelische Kirchspiel war in Bütow.
Das katholische Kirchspiel war in Bütow.

### Polnisches Kirchspiel seit 1945
Die seit 1945 und Vertreibung der einheimischen Dorfbewohner anwesende polnische Einwohnerschaft ist überwiegend katholisch. Das polnische katholische Kirchspiel ist in Bütow.